# Faskomiliá
Faskomiliá är en ort i Grekland.   Den ligger i prefekturen Thesprotia och regionen Epirus, i den västra delen av landet, 300 km nordväst om huvudstaden Aten. Faskomiliá ligger 55 meter över havet och antalet invånare är 338.
Terrängen runt Faskomiliá är huvudsakligen kuperad. Faskomiliá ligger nere i en dal. Runt Faskomiliá är det ganska tätbefolkat, med 134 invånare per kvadratkilometer. Närmaste större samhälle är Igoumenitsa, 7,0 km nordväst om Faskomiliá. 